# Caterina Serra
Caterina Serra (Padova, ...) è una scrittrice e sceneggiatrice italiana.

## Biografia
Nata a Padova si laurea a Bologna in Lettere Classiche. Si trasferisce a Milano dove lavora come editor e comincia la sua attività di scrittrice.
Nel 2006 vince il premio Paola Biocca International Reportage Award per il reportage Chiusa in una stanza sempre aperta, da cui ha tratto nel 2008 il suo romanzo d'esordio Tilt, edito da Einaudi.
Si trasferisce a Oxford dove scrive il suo secondo romanzo Padreterno edito da Einaudi nel 2015, legato alla sua collaborazione come sceneggiatrice del film documentario sulla violenza contro le donne "Parla con lui", 2010.
Dopo alcuni anni a Losanna e molti viaggi che aprono a nuove esperienze culturali e umane, si trasferisce a Venezia dove lavora e scrive il suo terzo romanzo.
È sceneggiatrice di film documentari come Napoli Piazza Municipio, di Bruno Oliviero, premiato come miglior film documentario al Torino Film Festival (2008), di "Parla con lui", regia di Elisabetta Francia (2010), è autrice del soggetto e della sceneggiatura di Piccola Patria di Alessandro Rossetto, Venezia ’70 sezione Orizzonti (2013). Con lo stesso regista ha lavorato al film presentato alla ‘76 Mostra del cinema di Venezia e Effetto domino (2019), tratto dal romanzo di Romolo Bugaro, Einaudi.
Ha collaborato all’ideazione di "Immemoria" con il coreografo e ballerino Francesco Ventriglia, Teatro alla Scala, Milano, maggio 2010. È ideatrice e drammaturga della performance Somapolis, MACRO, Roma 2019.
È autrice di "Displacement - New Town No Town", fotografie di Giovanni Cocco, un progetto di scrittura e fotografia, esposto al MACRO di Roma nell'ambito del Festival Internazionale della Fotografia 2015 (Quodlibet 2015), e di Displacement pubblicato da Postcart edizioni, dicembre 2021.
È ideatrice e coautrice di "Quello che vede l’acqua", progetto editoriale in collaborazione con LAC Arte Cultura Lugano e IUAV Teatro e Arti Performative, Venezia, maggio 2021.
È autrice di "Intravista", in "In fiamme", La performance nello spazio delle lotte (1967-1979), Bruno ed, settembre 2021, vincitore del Books & Others Prize - ICA Milano.
È coautrice di "I’ll Be Your Mirror", regia di Ginevra Dolcemare con Giovanni Pagnin (performer), Peggy Guggenheim Collection, Venezia, settembre 2023.
Ha collaborato e collabora come autrice con varie testate tra cui L'Espresso, Il Manifesto e Domani, e riviste online come Jacobin Italia, Doppiozero, OperaViva Magazine e minima&moralia.
È ideatrice e autrice della Rivista Virale “Alcol/:id 19.

## Opere
- Tilt, Torino, Einaudi, 2008, ISBN 9788806189051
- Padreterno, Torino, Einaudi, 2015, ISBN 9788806207397

## Filmografia
- Napoli Piazza Municipio, regia di Bruno Oliviero (2008)
- Parla con lui, regia di Elisabetta Francia (2010)
- Piccola patria, regia di Alessandro Rossetto (2013)
- Effetto domino, regia di Alessandro Rossetto (2019)

## Riconoscimenti
- 2014 – Nastro d'argento
  - Nomination Miglior soggetto ad Alessandro Rossetto e Caterina Serra
- 2006 – Paola Biocca International Reportage Award